# Ministro Zenteno (Schiff, 1897)
Die Ministro Zenteno war ein Geschützter Kreuzer der Armada de Chile. Sie war das erste Schiff einer im November 1894 durch Brasilien erfolgten Bestellung von drei Kreuzern bei Armstrong, Mitchell & Co in Elswick. Noch auf den Helgen wurde das Schiff von Chile angekauft, das den nach Japan verkauften ersten Elswick-Kreuzer Esmeralda ersetzen wollte. Brasilien hatte zudem Schwierigkeiten bei der Finanzierung seines Neubauprogramms. Die Ministro Zenteno schloss ihre Erprobung 1896 ab und verlegte ab April 1897 mit einem Verband von Neubauten nach Chile. Ihr Dienst verlief bis zu ihrem Ausscheiden 1931 ohne große Ereignisse.
Die drei anderen Schiffe der Serie kamen als Almirante Barroso nach Brasilien, sowie als New Orleans und Albany zur United States Navy, da die Vereinigten Staaten die beiden letzten Schiffe im März 1898 ankauften, um einen Verkauf an Spanien zu verhindern.

## Baugeschichte
Die brasilianische Marine bestellte im November 1894 bei der Kriegsschiffswerft der Firma Armstrong, Mitchell & Co in Elswick bei Newcastle upon Tyne drei Kreuzer. Wohl wegen Zahlungsschwierigkeiten hatte Brasilien den ersten der 1894 bestellten Kreuzer noch auf den Helgen im September 1895 an Chile verkauft. Chile hatte zuvor schon zwei Elswick-Kreuzer erworben: zuerst die Esmeralda von 2.950 tn.l., den ersten Elswick-Kreuzer überhaupt, und dann im Juli 1992 die 4.403 tn.l. große Blanco Encalada. Die alte Esmeralda war inzwischen nach zehn Jahren Dienst modernisierungsbedürftig und Armstrong hatte ein entsprechendes Angebot gemacht. Chile hatte den Kreuzer dann aber im November 1894 an Japan verkauft und seitdem Verhandlungen über einen größeren Neubau geführt. Diese führten schließlich im Juli 1895 zur Kiellegung einer erheblich größeren Esmeralda, die als erster Panzerkreuzer der Armstrong-Werft fertiggestellt wurde.
Die für Brasilien von Philip Watts konstruierten Kreuzer verdrängten etwas über 3400 tn.l., waren 108,1 m lang und 13,1 m breit und hatten einen mit Kupfer verkleideten Rumpf für den Einsatz in tropischen Gewässern. Sie waren etwas kleiner als die größten bislang gelieferten Elswick-Kreuzer an Japan, Argentinien und Chile. Die vom Humphrys & Tennant gelieferten Vierzylinder-Dreifach-Expansionsmaschinen leisteten 6500 PSi und mit künstlichem Zug bis zu 7520 PSi auf zwei Schrauben.
Die vom Hersteller vorgeschlagene Bewaffnung mit acht 15,2-cm-Geschützen kam nur bei der Ministro Zenteno zum Einbau. Die brasilianische Marine hatte nach längerer Prüfung sich für eine Mischbewaffnung von sechs 15,2-cm- und vier 12-cm-Schnellfeuergeschützen des Herstellers entschieden, die bei den drei weiteren Bauten zum Einbau kam. Daneben hatte die Zenteno zehn 5,7-cm-Sechspfünder-- und vier 3,7-cm-Dreipfünder-Hotchkiss-Schnellfeuergeschütze, vier Maxim-Maschinengewehre sowie drei 45,0-cm-Torpedorohre (starres Bugrohr und zwei bewegliche Breitseitsrohre).
Der im September 1895 angekaufte, brasilianische Neubau wurde anfangs als Chacabuco bezeichnet. Beim Stapellauf am 1. Februar 1896 erhielt er jedoch den Namen Ministro Zenteno nach dem chilenischen Kriegs- und Marineminister von 1817 bis 1822 und Oberbefehlshaber der Marine von 1821 bis 1825 José Ignacio Zenteno (1786–1847). Im Juli 1896 machte der Kreuzer seine Abnahmetests bei der Bauwerft. Der Panzerkreuzer Esmeralda befand sich inzwischen auch in der Abnahme und schloss seine Tests im September 1896 ab. Beide Kreuzer verließen jedoch Großbritannien erst Ende März 1897, als der Stapellauf des stärkeren Panzerkreuzers O’Higgins auch schon bevorstand.

## Einsatzgeschichte

Die Almirante Simpson

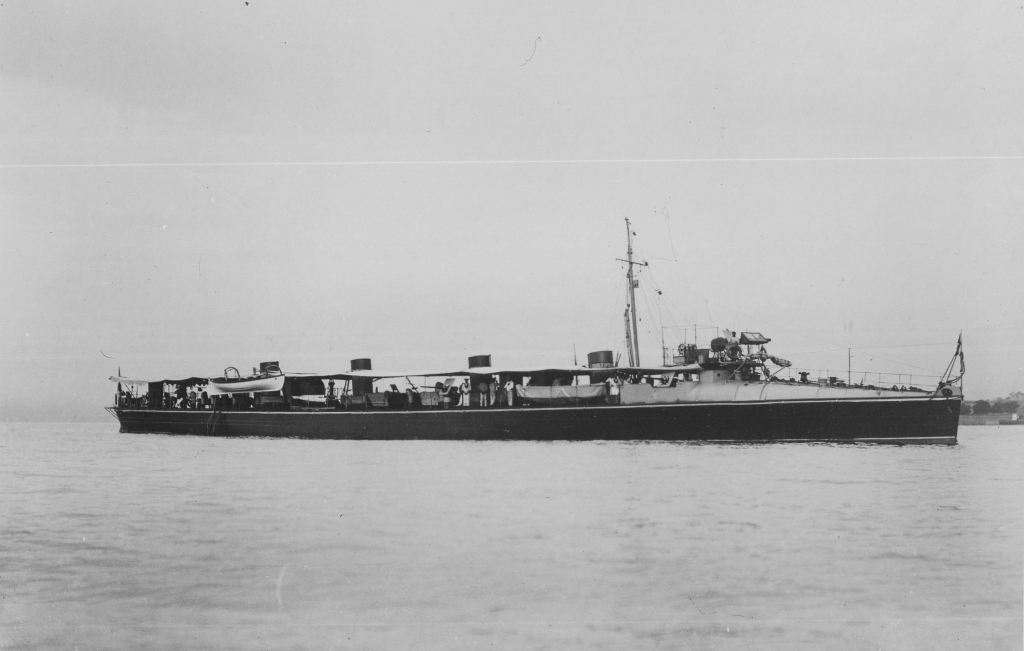
Torpedoboot der Orella-Klasse

Die Überführung der 1896 fertiggestellten Ministro Zenteno erfolgt erst ab Ende März 1897 zusammen mit dem neuen Panzerkreuzer Esmeralda und weiteren bei Laird Brothers in Großbritannien gebauten Einheiten (dem Torpedokanonenboot Almirante Simpson und den Zerstörern Capitán Muñóz Gamero, Capitán Orella, Teniente Serrano und Guardiamarina Riquelme). Der Verband sammelte sich Anfang April 1897 bei den Kanarischen Inseln und querte dann den Atlantik, um am 29. April in Rio de Janeiro einzulaufen. Bis Ende Juni erreichten alle Einheiten Valparaíso.
Im August 1901 wurde die Ministro Zenteno nach Mexiko für die Dauer des Panamerikanischen Kongresses entsandt. Auf der Ausreise besuchte der Kreuzer Callao und Guayaquil; auf der Rückreise wurden Costa Rica, El Salvador, Nicaragua und Guatemala besucht. Am 31. August 1906 empfing der Kreuzer in Lota den amerikanischen Außenminister Elihu Root, der mit dem neuen US-amerikanischen Kreuzer Charleston seit zwei Tagen im Smith’s Channel überfällig war und durch das chilenische Kanonenboot Almirante Simpson bereits gesucht wurde.
Am 14. März 1907 verließ die Ministro Zenteno mit Kadetten Valparaíso zu einer Ausbildungsreise, deren Höhepunkt die Teilnahme an der Großen Internationalen Flottenparade in Hampton Roads am Eingang der Chesapeake Bay zur 300-Jahr-Feier der Besiedlung der Vereinigten Staaten sein sollte. Zu dieser Flottenparade und der Ausstellung in Jamestown kamen eine Vielzahl ausländischer Kriegsschiffe in die Vereinigten Staaten, unter anderem auch das Schwesterschiff der Zenteno, die brasilianische Almirante Barroso, in einem brasilianischen Verband, die Anfang des Jahres zum zweiten Mal Chile besucht hatte. Die Ministro Zenteno besuchte erst die chilenischen Häfen Puerto Barroso, Grappler, Dixon, Punta Arenas und lief dann über Bahia, La Guaira und Bermuda zu den Hampton Roads, über Annapolis und Newport wurde die Reise nach Europa fortgesetzt und der chilenische Kreuzer besuchte Plymouth, Brest, El Ferrol und Lissabon. Danach wechselte die Zenteno ins Mittelmeer, wo Algier, Malta, La Spezia, Genua, Barcelona und Cartagena besucht wurden, ehe über Gibraltar, Santa Cruz de Tenerife, Rio de Janeiro (zweiter Besuch nach der Überführung 1897) und die argentinischen Häfen Buenos Aires und Puerto Madryn die Heimreise angetreten wurde. In Chile wurden noch Punta Arenas, Fortescue, Tamar, Puerto Bueno, Puerto Edén, Puerto Laguna, Melinka, Puerto Montt und Talcahuano angelaufen, ehe die längste Reise der Ministro Zenteno in Valparaíso am 8. Dezember 1907 endete.
1910 rettete der Kreuzer 88 Überlebende des in der Huamblin-Passage der Magellanstraße aufgelaufenen britischen Schiffes Lima (1907, 4953 BRT) der Pacific Steam Navigation Company. Im Februar 1914 wurde der Kreuzer nach Callao in Peru entsandt, um bei dortigen Unruhen chilenische Interessen zu sichern.
Am 18. März 1915 trafen die Ministro Zenteno und der Panzerkreuzer Esmeralda vor der Robinson-Crusoe-Insel ein, wo die britischen Kreuzer Kent und Glasgow den deutschen Kreuzer Dresden in der Cumberland-Bucht vernichtet hatten. Die britischen Kreuzer zogen sich zurück, als die chilenischen Kreuzer die überlebenden Deutschen an Bord nahmen, um sie zu internieren. Während die Esmeralda sofort nach Valparaíso zurücklief, erforschte die Ministro Zenteno die Insel, um gegebenenfalls weitere Deutsche zu finden und Zeugenaussagen der Bewohner zum Gefecht zu erhalten.
Im Januar 1918 wurden der Ministro Zenteno Vermessungsaufgaben zugeteilt. Sie vermaß den Beagle-Kanal und andere Bereiche in Südchile. Im Juli 1928 wurde sie mit dem Zerstörer Almirante Williams ex Botha erfolglos zur Suche nach Überlebenden des Transporters Angamos (5975 t) geschickt, der am 7. Juli im Golf von Arauco bei Puenta Morguillas nahe Lebu mit wahrscheinlich 283 Toten gesunken war.

## Endschicksal

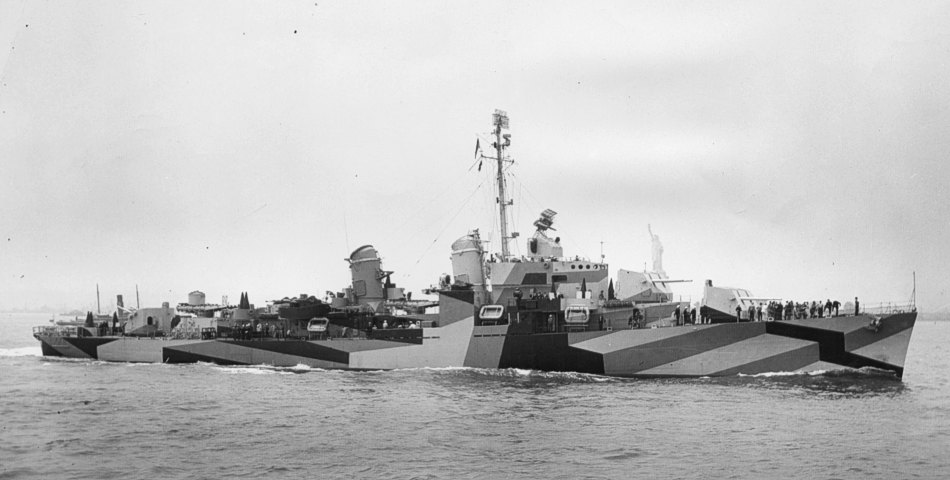
Die Charles S. Sperry,
1974 die zweite Ministro Zenteno

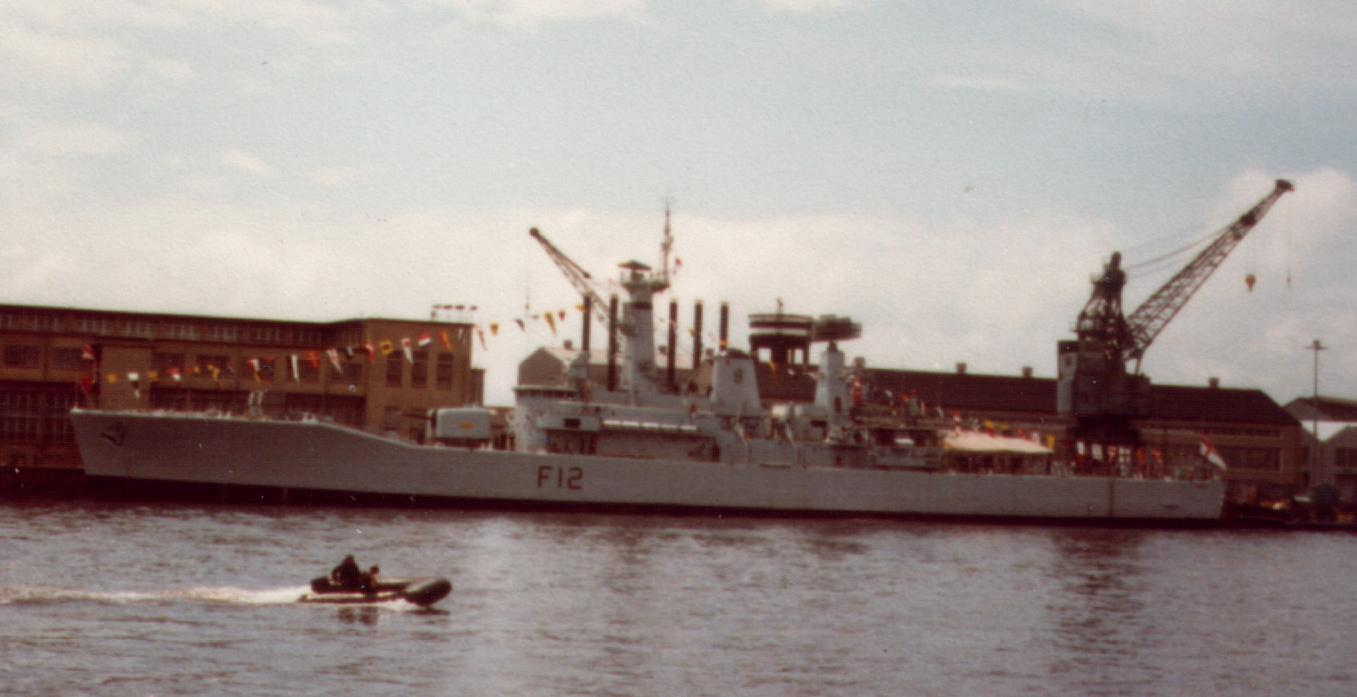
Die Achilles,
1991 die dritte Ministro Zenteno

Der Kreuzer diente seit 1918 hauptsächlich als Vermessungsschiff. Am 3. Januar 1930 wurde die Ministro Zenteno außer Dienst gestellt und im folgenden Jahr abgebrochen.

## Spätere Namensträger
1974 bis 1990 hatte die chilenische Marine mit dem Zerstörer Ministro Zenteno wieder ein Schiff gleichen Namens in Dienst. Er war als Charles S. Sperry der Allen-M.-Sumner-Klasse 1944 in den Dienst der US Navy gekommen und dort bis 1973 in Dienst gewesen. Die chilenische Marine verfügte mit der Ministro Portales, der ehemaligen Douglas H. Fox, noch über einen gleichartigen Zerstörer.
1991 bis 2006 diente als Ministro Zenteno die ehemals britische Fregatte Achilles der Leander-Klasse in der chilenischen Marine. Schwesterschiffe waren die für Chile neugebauten Almirante Condell (1973 bis 2007 im Dienst) und Almirante Lynch (1974 bis 2007 im Dienst), die beide 2008 an Ecuador verkauft wurden, sowie die 1992 angekaufte Ariadne als General Baquedano (PF-09) bis 1998.